# Beata (genre)
Pour l’article homonyme, voir Beata.
Genre
Synonymes
- Dryphias Simon, 1901

Beata est un genre d'araignées aranéomorphes de la famille des Salticidae.

## Distribution
Les espèces de ce genre se rencontrent en Amérique.

## Liste des espèces
Selon World Spider Catalog (version 18.0, 13/03/2017) :
- Beata aenea (Mello-Leitão, 1945)
- Beata blauveltae Caporiacco, 1947
- Beata cephalica F. O. Pickard-Cambridge, 1901
- Beata cinereonitida Simon, 1902
- Beata fausta (Peckham & Peckham, 1901)
- Beata germaini Simon, 1902
- Beata hispida (Peckham & Peckham, 1901)
- Beata inconcinna (Peckham & Peckham, 1895)
- Beata jubata (C. L. Koch, 1846)
- Beata longipes (F. O. Pickard-Cambridge, 1901)
- Beata lucida (Galiano, 1992)
- Beata maccuni (Peckham & Peckham, 1895)
- Beata magna Peckham & Peckham, 1895
- Beata munda Chickering, 1946
- Beata octopunctata (Peckham & Peckham, 1894)
- Beata pernix (Peckham & Peckham, 1901)
- Beata rustica (Peckham & Peckham, 1895)
- Beata striata Petrunkevitch, 1925
- Beata venusta Chickering, 1946
- Beata wickhami (Peckham & Peckham, 1894)
- Beata zeteki Chickering, 1946

## Publication originale
- Peckham & Peckham, 1895 : Spiders of the Homalattus group of the family Attidae. Occasional Papers of the Natural History Society of Wisconsin, vol. 2, no 3, p. 159-183 (texte intégral).